# Perdita xanthodes
Perdita xanthodes är en biart som beskrevs av Timberlake 1960. Perdita xanthodes ingår i släktet Perdita och familjen grävbin. Inga underarter finns listade i Catalogue of Life.